# Resolution 1759 des UN-Sicherheitsrates
Die Resolution 1759 des UN-Sicherheitsrates ist eine Resolution zur Situation im Nahen Osten, die der Sicherheitsrat der Vereinten Nationen am 20. Juni 2007 auf seiner 5698. Sitzung einstimmig angenommen hat. Mit der Resolution wurde das Mandat der United Nations Disengagement Observer Force (UNDOF), die den Waffenstillstand zwischen Syrien und Israel auf den Golanhöhen beobachtet, für weitere sechs Monate bis zum 31. Dezember 2007 verlängert.
Mit der Resolution rief der Sicherheitsrat unter Berücksichtigung des Berichtes des Generalsekretärs über die Arbeit von UNDOF (UN-Dokument S/2007/331) vom 5. Juni 2007 die betroffenen Parteien auf, die Resolution 338 (1973) umzusetzen und forderte den Generalsekretär auf, vor Ablauf des Mandates erneut Bericht zu erstatten. Die UNDOF-Mission war nach dem Jom-Kippur-Krieg im Jahre 1973 aufgestellt worden.